# 알도 벤사던

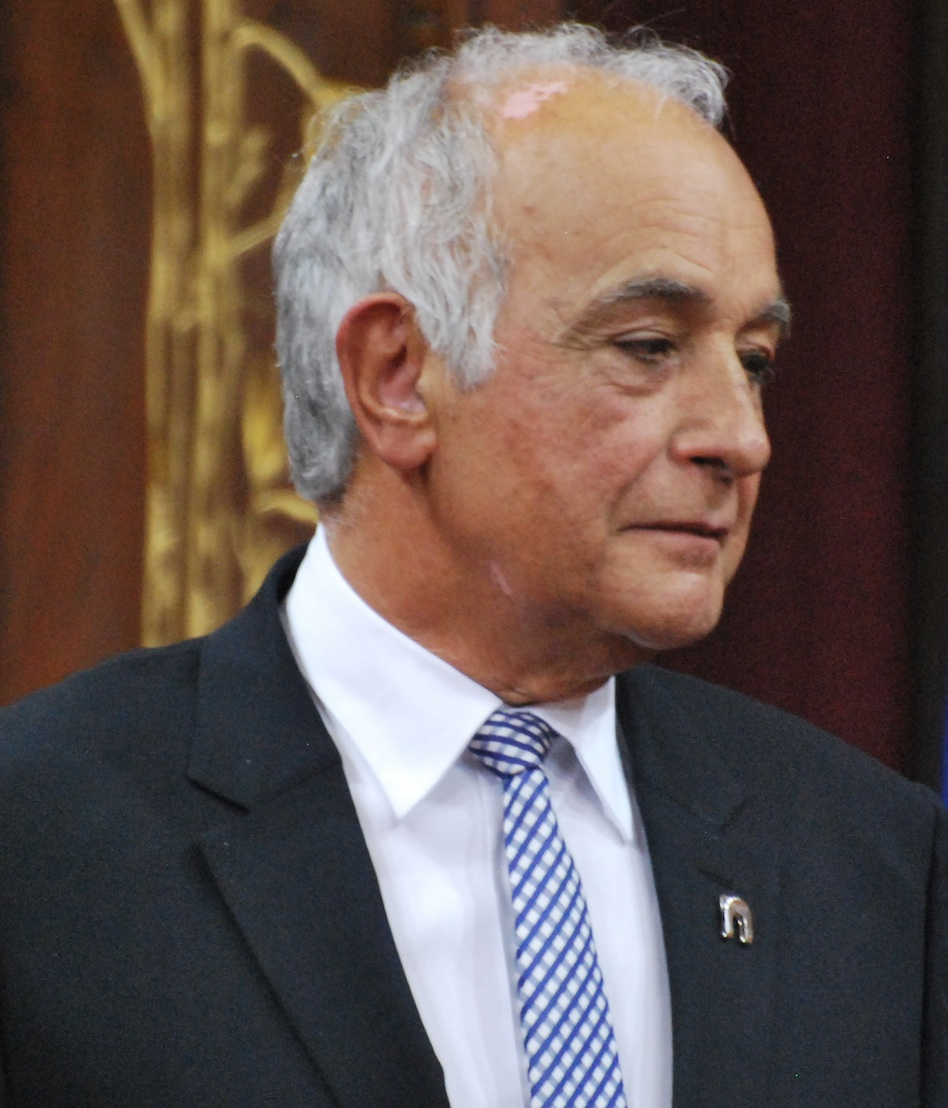

알도 벤사던(영어: Aldo Bensadoun, 1939년 ~)는 모로코 출신의 캐나다의 억만장자로, 세계적인 신발 브랜드인 알도 그룹(ALDO Group)의 창립자이다. 2,500만불 상당의 돈을 자신의 모교인 맥길 대학교에 기부하여 벤사던 경영대학(Bensadoun School of Retail Management)이 만들어졌다. 캐나다 훈장(Order of Canada)의 수여자이기도 하다.